# Carl Schumacher (Politiker)
Ludwig Heinrich Christian Carl Schumacher (* 10. Juni 1799 in Arolsen; † 19. Juni 1854 ebenda) war ein deutscher Richter und Politiker.
Schumacher war der Sohn des Geheimen Regierungsrates Wolrad Schumacher (1764–1838) und dessen Ehefrau Maria Carolina Franziska, geborene Gebhard (1766–1836). Er heiratete am 8. November 1827 in der Evangelischen Stadtkirche zu Arolsen Fanny Böger (* 1804), eine Tochter des Hofrates Thomas Böger. Schumacher studierte Rechtswissenschaften und wurde 1825 Regierungsprokurator und Advokat. 1829 wurde er Justizamtmann im Oberjustizamt der Werbe in Sachsenhausen und 1842 wurde er dort zum Justizrat, 1. Beamten und Kriminalrichter ernannt. 1849 wurde er Obergerichtsrat.
1851 bis 1852 war er Abgeordneter im Landtag des Fürstentums Waldeck-Pyrmont. Er wurde im Wahlkreis IV. gewählt. Im Landtag war er 1852 Vizepräsident.